# Дондінью
Жуан Рамос ду Насіменту (порт. João Ramos do Nascimento), більш відомий як Дондінью (порт. Dondinho; 21 жовтня 1917, Кампус-Жерайс — 16 листопада 1996, Сан-Паулу) — бразильський футболіст, який виступав на позиції нападника. Батько іншого футболіста з Бразилії — Пеле. Встановив рекорд: забив 5 голів головою в одному матчі.

## Біографія
Дондінью працював молочником. Він вважався футбольною зіркою міста Кампус-Жерайс. Дондінью виступав за місцеву футбольну команду і, як стверджували фанати того часу, був одним з найкращих гравців в штаті . В одному з матчів його команда програла, і натовп був в люті на гравця. Президент клубу, Алкід Бейкер, звільнив Дондінью. Бразилець відправився в Трес-Корасойнс, де вступив в ряди місцевої команди і розкрив свій потенціал.
7 квітня 1940 року він грав у матчі між «Атлетіко Мінейро» і «Сан-Крістованом» і забив гол, який став одним з найбільш пам'ятних у його кар'єрі, втім у цій грі футболіст отримав серйозну травму і більше на високому рівні не грав.
Дондіньо помер від серцевого нападу у віці 79 років, у Сан-Паулу, 16 листопада 1996 року.

## Родина
Після того, як Дондінью одружився з Селестою Арантес, у жовтні 1940 року в сім'ї народився син Едсон Арантіс, який став більш відомим як Пеле. Пеле, «король футболу», говорив, що одного разу його батько показав йому вирізку з газети, де писалося про гру, в якій у Дондінью на рахунку було п'ять голів, і всі — головою. Цей рекорд свого батька «Король» прагнув побити всю свою кар'єру.